# Acid carminic
Acidul Carminic (C22H20O13) este o glicozidă hidroxiantrachinonică, de culoare roșie, fiind întâlnită în  unele insecte, precum coșenila  (de unde și denumirea de roșu coșenilă). Insectele secretă acidul pentru a se apăra de prădători. Acidul carminic este un agent colorant din carmin. Sinonime sunt C.I. 75470 și C.I. Roșu Natural 4.
Structura chimică a acidului carminic consistă într-o structură de bază antrachinonică legată de o unitate glicozidică. Acidul carminic a fost sintetizat prima dată în 1991.